# Boussouma
Boussouma är en ort i Burkina Faso.   Den ligger i provinsen Province du Bam och regionen Centre-Nord, i den centrala delen av landet, 90 km norr om huvudstaden Ouagadougou. Boussouma ligger 337 meter över havet och antalet invånare är 1 208.
Terrängen runt Boussouma är platt. Närmaste större samhälle är Kongoussi, 12,7 km norr om Boussouma.
Trakten runt Boussouma består i huvudsak av gräsmarker. Runt Boussouma är det ganska tätbefolkat, med 96 invånare per kvadratkilometer.